# کافرین
کافرین (به لاتین: Kaffrine) یک منطقهٔ مسکونی در سنگال است که در بخش کافرین واقع شده‌است. کافرین ۳۹٬۳۵۷ نفر جمعیت دارد.